# Solt
Solt (chor. Šolta) – miasto w środkowych Węgrzech, w komitacie Bács-Kiskun. Populacja w styczniu 2011 wynosiła 6359 mieszkańców.

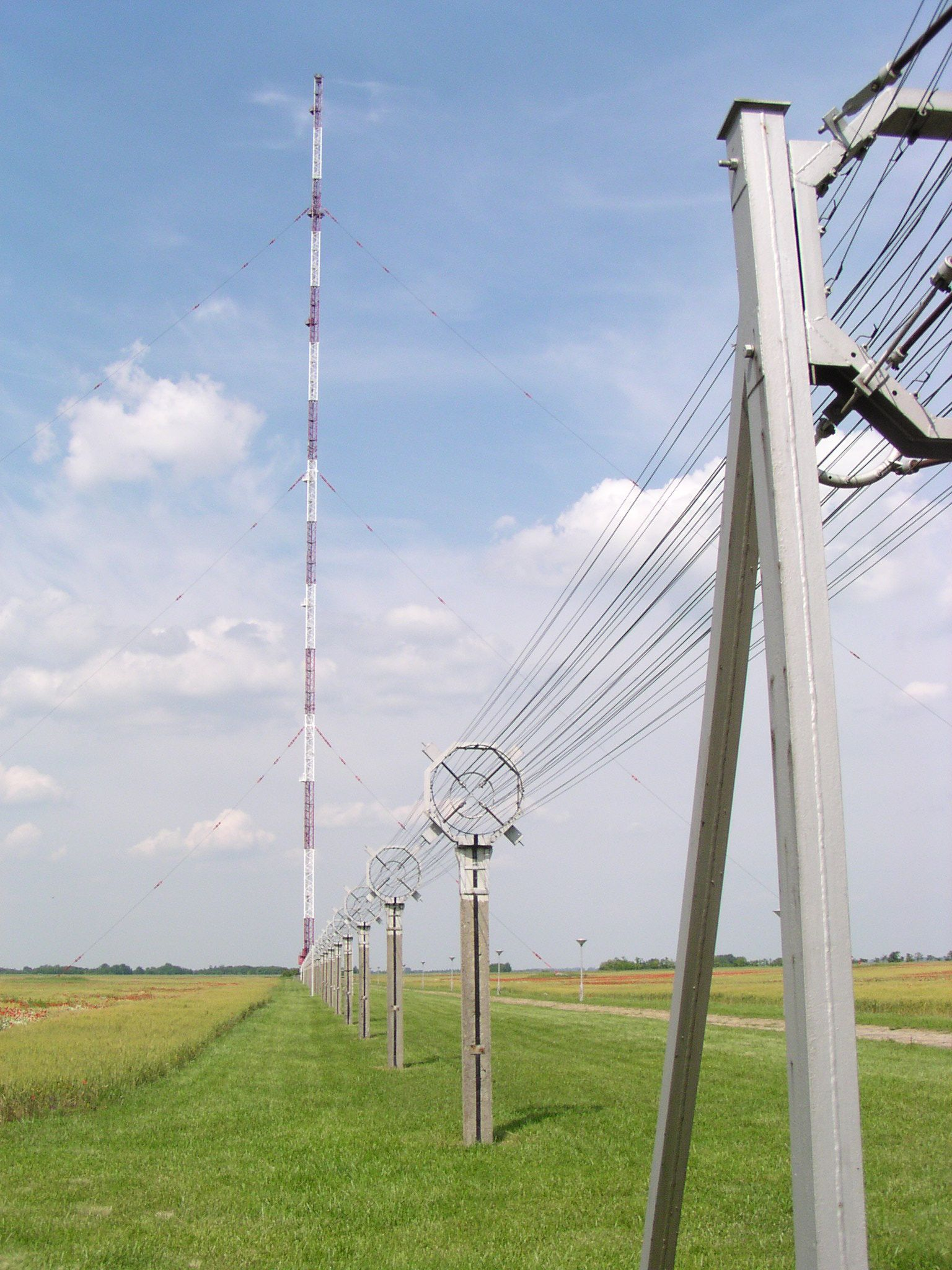
Maszt radiowy

Znajduje się tam maszt radiowy.

## Historia
Pierwszy raz wymieniane w dokumentach w roku 1145.